# Bulbophyllum latisepalum
Bulbophyllum latisepalum là một loài phong lan thuộc chi Bulbophyllum.